# Lauren Hutton
Lauren Hutton (n. Charleston, Carolina del Sur, 17 de noviembre de 1943) es una modelo y actriz estadounidense. Adquirió fama por ser la primera maniquí en firmar contrato con una marca de cosméticos y por sus roles en las películas Once Bitten y American Gigolo.

## Estudios y formación
En 1960, Hutton fue una de las primeras estudiantes en acudir a la Universidad del Sur de la Florida en Tampa, pero después fue transferida a la Universidad de Tulane, donde se graduó con un bachelor of arts en 1964.
Hutton hizo una destacada carrera modelando durante los años 1970 y 80, incluso se convirtió en la primera modelo en firmar un contrato exclusivo con una marca de cosméticos. Fue con Revlon en 1973.

## Carrera
Como actriz, Hutton hizo su debut cinematográfico en Paper Lion (1968), y obtuvo buenas críticas al interpretar a la antagonista de James Caan en The Gambler (1974). Otra interpretación destacada fue la de la adúltera aventurera en American Gigolo (1980). Sus papeles en películas importantes fueron relativamente pocos, de hecho, su carrera como actriz comenzó a estancarse lentamente durante los años 1980, cuando participó en películas europeas de menor importancia o en filmes estadounidenses que fracasaban en la taquilla, como Lassiter (1985), Once Bitten (1985) y La silla de la muerte (1992).
La carrera de modelo de Hutton floreció nuevamente en los años 1990 con un exitoso regreso, y las ofertas de trabajo en la actuación comenzaron a llegar otra vez. Mientras se aproximaba a los cincuenta años de edad, un importante número de medios de comunicación destacaron su excepcional belleza, su fascinación por los viajes y la antropología, y su actitud madura frente a la fama. Los viajes llevaron a Hutton a África, donde disfrutó la belleza del continente y de su gente.
En 1984, se le ofreció un rol para una serie de televisión Paper Dolls. Metro-Goldwyn-Mayer decidió producir una serie semanal basada en el telefilme de la ABC, con gran parte del elenco original de la producción de 1982. Sin embargo, la serie no duró mucho tiempo y fue cancelada en diciembre de ese año, dejando una situación de suspenso sin resolver.
1995 fue un importante año para Hutton, desde que fue contratada para la oscura telenovela de la CBS, Central Park West, donde interpretó a la rica socialité Linda Fairchild. También debutó su late show, Lauren Hutton and..., que duró poco tiempo al aire. No obstante, continuó trabajando incesantemente en películas y, en ocasiones, como presentadora.
Hutton, una ávida motociclista, generó titulares en octubre de 2000, cuando a los 56 años de edad se vio envuelta en un serio accidente de motos. Todo ocurrió mientras se dirigía junto a los actores Dennis Hopper y Jeremy Irons a una exhibición de motocicletas en el museo Guggenheim Hermitage. Los medios publicaron que Irons le había dado a Hutton un casco que cubría completamente su rostro solo minutos antes de que ella se estrellara. Perdiendo el control en una curva, Hutton se deslizó cerca de 30 metros y luego voló por el aire, quedando con fracturas en brazos, piernas y costillas, un pulmón perforado, cortes y magulladuras. Hutton posteriormente pasó por un largo periodo de rehabilitación física, se recuperó y se convirtió en la vocera de su propia marca de cosméticos, Lauren Hutton's Good Stuff, que se vende principalmente a través de su sitio web en Estados Unidos, y por diferentes canales de distribución en Europa y Sudamérica.
En octubre de 2005, a los 61 años de edad, Hutton aceptó posar desnuda para la revista Big. «Quiero que (las mujeres) no se avergüencen de lo que son cuando están en la cama», declaró en el programa Good morning America. Hutton es representada por la agencia de modelos IMG Models de Nueva York.